# Friedrich-Jobst Volckamer von Kirchensittenbach
Friedrich-Jobst Volckamer von Kirchensittenbach (Oberstdorf, 16 aprile 1894 – Monaco di Baviera, 3 aprile 1989) è stato un generale tedesco della Wehrmacht durante la seconda guerra mondiale.

## Biografia
Figlio del doganiere Jakob Albin Friedrich Christoph Jobst Volckamer von Kirchensittenbach e di sua moglie Emma Klapper, Friedrich-Jobst entrò nell'esercito bavarese il 15 luglio 1913, nella 7ª compagnia del 19º reggimento di fanteria "Re Vittorio Emanuele III" come volontario per la ferma prefissata di un anno, rimanendovi poi come soldato effettivo e venendo promosso sergente nel 1914. Il 27 settembre di quello stesso anno ottenne la promozione a tenente (con brevetto datato al 7 gennaio 1913). Durante la prima guerra mondiale venne schierato sul fronte occidentale ed impiegato come capo plotone di una compagnia di mitragliatrici, venendo promosso al grado di primo tenente il 6 aprile 1918. Per i suoi successi venne stato insignito di entrambe le classi della Croce di Ferro e dell'Ordine al Merito Militare IV classe con spade e corona.
Dalla fine di aprile all'inizio di maggio del 1919, Friedrich Volckamer von Kirchensittenbach fu per un breve periodo membro del Freikorps Epp, divenendo poi membro del Reichswehr della Repubblica di Weimar, venendo schierato nel 41º battaglione cacciatori del 41º reggimento fucilieri. Proseguì quindi il proprio servizio nel 19º reggimento di fanteria e il 1º novembre 1926 venne promosso capitano.
Il 1º settembre 1934 venne promosso al grado di maggiore. Nel 1935 assunse il comando del 2º battaglione del 99º reggimento di fanteria da montagna di stanza ad Augusta, col quale si trasferì a Füssen nel 1936 sotto il comando del generale Eduard Dietl. Dal 1º maggio 1940 ottenne il comando del 141º reggimento di fanteria da montagna nella 6ª divisione da montagna.
Friedrich Volckamer von Kirchensittenbach guidò il suo reggimento nella campagna dei Balcani, divenendo quindi capo del personale d'ispezione e formazione presso l'OKH. Nel dicembre del 1942 lasciò questo incarico col grado di maggiore generale per ottenere il comando dell'8ª divisione cacciatori, impiegata sul fronte orientale sino al 1944. Nel mese di ottobre del 1944 si portò in Curlandia come comandante generale del L. corpo d'armata.
Alla fine della guerra fu fatto prigioniero dai sovietici, dai quali fu liberato nel 1955. La sua prigionia, durata in tutto di dieci anni in Unione Sovietica, terminò solo quando il cancelliere tedesco Konrad Adenauer si portò in visita a Mosca, prodigandosi a favore dei prigionieri tedeschi che ancora si trovavano in territorio russo. Nel 1984, von Kirchensittenbach pubblicò un libro di memorie sul proprio periodo nelle carceri russe.